# 徐貴祥
徐 貴祥（1959年12月27日—）は、中華人民共和国の小説家。筆名は楚春秋。代表作に小説『歴史的天空』。中国作家協会第七回、第八回全国委員会委員。第十二回全国政協委員。

## 略歴
1959年12月27日、安徽省霍邱県に生まれた。
1991年、中国人民解放軍芸術学院文学系卒業。
1978年12月、中国人民解放軍に入隊。班長、排長、連長、集団軍組織處幹事、師宣伝科科長を歴任する。
1994年より後、中国人民解放軍出版社編輯、総編室主任、科技編輯部主任兼副編審、空軍政治部文芸創作室副主任、解放軍芸術学院文学系主任を歴任する。
1998年、中国作家協会に入会。
2005年、『歴史的天空』で中国文学の最高権威第六回茅盾文学賞を受賞している。

## 作品

### 長篇小説
- 『馬上天下』
- 『仰角』
- 『歴史的天空』

### 短篇小説集
- 『瀟灑行軍』
- 『彈道无痕』
- 『决戦』
- 『天下』

### 評論
- 『歴史の宿命？― 甲午戦争文化黙考録シリーズ』[2]

## 受賞
1991年-1992年、『彈道无痕』、『解放軍文芸』優秀作品賞。
1991年-1992年、『瀟灑行軍』、『昆侖』優秀作品賞。
『决戦』、第七回中国人民解放軍文芸賞。
『仰角』、第九回中国人民解放軍文芸賞。
2005年、『歴史的天空』、第六回茅盾文学賞、第三回人民文学賞、第十回中国人民解放軍文芸賞、第八回中宣部五个一工程賞。